# Гетто в Дрисвятах
Гетто в Дрисвя́тах (лето 1941 — сентябрь 1942) — еврейское гетто, место принудительного переселения евреев деревни Дрисвяты Браславского района Витебской области и близлежащих населённых пунктов в процессе преследования и уничтожения евреев во время оккупации территории Белоруссии войсками нацистской Германии в период Второй мировой войны.

## Оккупация Дрисвят и создание гетто
К 1941 году население деревни Дрисвяты на 60 % состояло из поляков, и на 38 % — из евреев.
Местечко было захвачено немецкими войсками в июне 1941 года и находилось под оккупацией до 10 июля 1944 года.
Улицу Дрисвятскую (сейчас Озёрная), идущую вдоль озера, в местечке называли «Еврейской» — она начиналась от мостика через речку Прорва. В годы войны на этой улице находился полицейский участок. Полицаи в Дрисвятах были как местные, так и литовские. В Дрисвятах также формировалась бригада польской Армии Крайовой.
Реализуя нацистскую программу уничтожения евреев, немцы создавали гетто почти во всех городах и населённых пунктах Беларуси, где проживало еврейское население. Так и в Дривятах оккупанты организовали гетто.
Под гетто в Дрисвятах оккупанты отвели еврейский район местечка, поэтому евреи остались жить в своих домах.

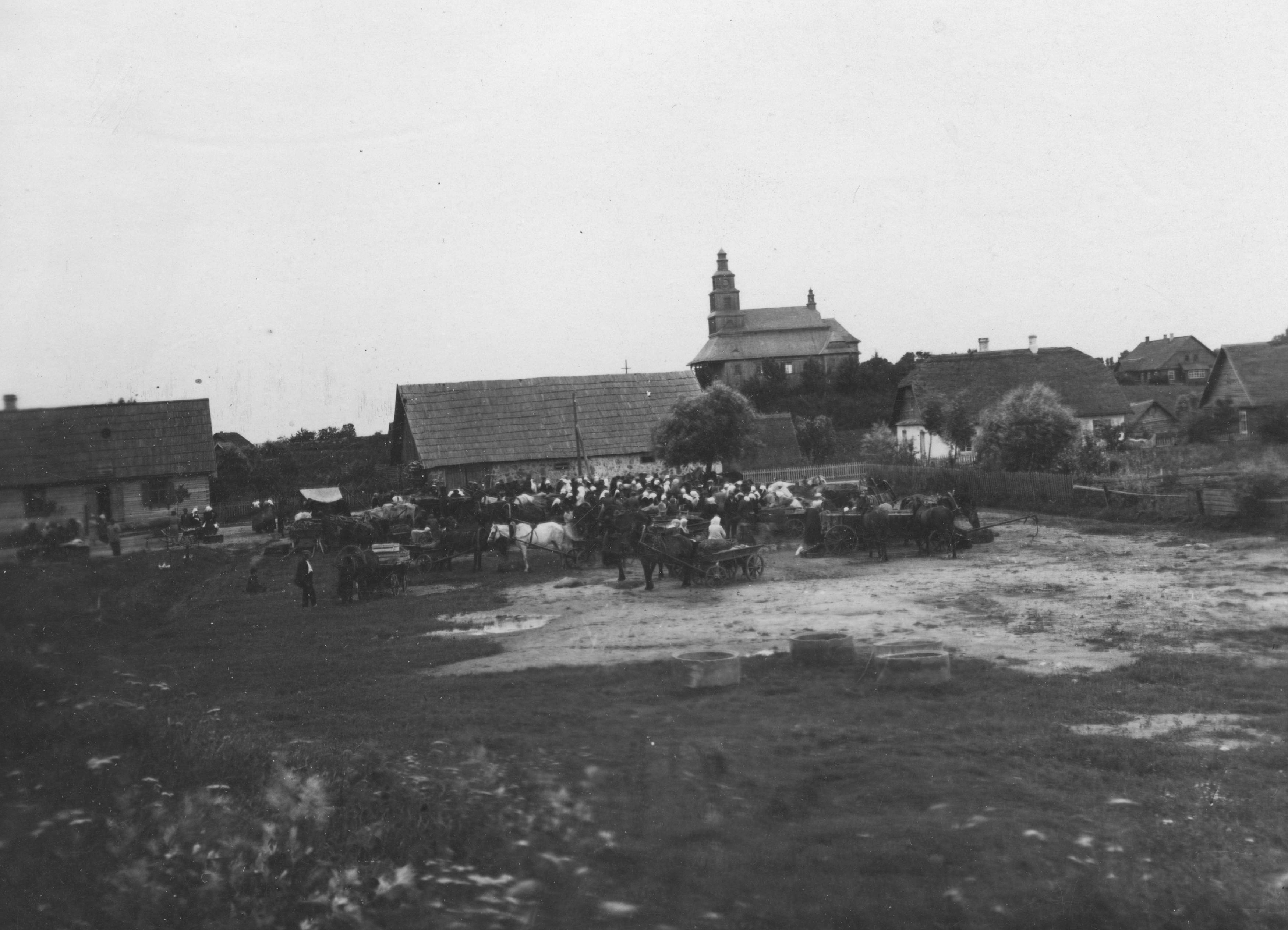
Рыночная площадь в Дрисвятах, 1930 год. Влево идет улица Дрисвятская (сейчас Озёрная), на которой находилось гетто.

## Уничтожение гетто
В сентябре 1942 года всем евреям приказали собраться, взять с собой ценные вещи и документы, и под конвоем «бобиков» (так в народе презрительно называли полицаев) и немцев погнали в Опсу. В Дрисвятах оставили пять семей еврейских ремесленников, которые были им нужны, и которых убили позже.
Часть дрисвятких евреев в Опсе убили, но бо́льшую часть перегнали дальше в Браславское гетто вместе с оставшимися евреями Опсы. Всех их убили в Браславе 19 марта 1943 года во время последней «акции» (таким эвфемизмом гитлеровцы называли организованные ими массовые убийства).

## Память
После войны в Дрисвяты не вернулась ни одна еврейская семья. Памятники жертвам геноцида евреев в Дрисвятах и Опсы стоят в Браславе — общие для евреев из этих мест.
Опубликованы неполные списки погибших евреев из Дрисвят.